# Associazione Sportiva Casale F.B.C. 1962-1963
Questa voce raccoglie le informazioni riguardanti l'Associazione Sportiva Casale F.B.C. nelle competizioni ufficiali della stagione 1962-1963.

## Rosa
| N. |                   | Ruolo | Calciatore            |
| -- | ----------------- | ----- | --------------------- |
|    | Italia (bandiera) | D     | Piero Aggradi         |
|    | Italia (bandiera) |       | Battezzati            |
|    | Italia (bandiera) | C     | Francesco De Bernardi |
|    | Italia (bandiera) | A     | Claudio Mantovani     |
|    | Italia (bandiera) | A     | Giordano Mattavelli   |
|    | Italia (bandiera) |       | Mazzocchia            |
|    | Italia (bandiera) | D     | Piergiacomo Mercante  |
|    | Italia (bandiera) | A     | Luigi Morelli         |
|    | Italia (bandiera) | D     | Giuseppe Moretti      |
|    | Italia (bandiera) | A     | Angelo Moro           |
|    | Italia (bandiera) | A     | Carlo Oldani          |
|    | Italia (bandiera) |       | Ostanello             |

| N. |                   | Ruolo | Calciatore         |
| -- | ----------------- | ----- | ------------------ |
|    | Italia (bandiera) |       | Parodi             |
|    | Italia (bandiera) | C     | Roberto Passarin   |
|    | Italia (bandiera) |       | Giacomo Persenda   |
|    | Italia (bandiera) | P     | Mario Prina        |
|    | Italia (bandiera) | C     | Giuseppe Ronzi     |
|    | Italia (bandiera) | A     | Adriano Russi      |
|    | Italia (bandiera) | C     | Amilcare Santoni   |
|    | Italia (bandiera) | A     | Giuseppe Tornari   |
|    | Italia (bandiera) | D     | Cesare Turola      |
|    | Italia (bandiera) | C     | Luciano Zacchi     |
|    | Italia (bandiera) | C     | Alfredo Anarratone |